# Kelet-európai bűnügyi sorozatok
A kelet-európai bűnügyi sorozatok felbukkanása nagyjából a 2000-es évek elejére tehető, amikor a „minőségi televíziózás” és a sorozatgyártás újabb aranykorát élte. Ebben nagy szerepet játszott az HBO Europe terjeszkedő politikája, mely az 1990-es évek rendszerváltása és a kapitalista világrend begyűrűződésével kapott zöld utat Kelet-Európában. Éppen ezért a kelet-európai krimi egyik fő témája és jellegzetessége a történelmi múlt és azon belül szocializmus korának ábrázolása, másfelől pedig a rendszerváltás utáni társadalmi, gazdasági és politikai feszültségek megjelenítése. Kiemelt szerepet kapnak az országok közti kapcsolatok és a határkérdések is. Két jellegzetes motívuma a tisztességes élet és a meggazdagodás lehetősége.

## Ismertetőjegyei
Az HBO gyártásában 2014 után megjelent kelet-európai bűnügyi sorozatok a bűnügyi műfajok szinte teljes skáláját lefedik. Ez alól kivétel a klasszikus detektívtörténet. A sorozatokban fontos a nyomozás szála, viszont ez rendszerint a noir és a thriller motívumaival kiegészülve jelenik meg.
A tisztességes élet és a meggazdagodás visszatérő, univerzális motívum a bűnügyi sorozatokban, azonban a kelet-európai sorozatok esetén ezek lokalizált formában jelennek meg. A sorozatok a rendszerváltás utáni kapitalista világrendbe való “beilleszkedés” kérdését feszegetik, azt, hogy lehet-e tisztességesen vagyonhoz jutni vagy megélni a rendszerváltás utáni társadalmi, gazdasági és politikai rendszerben.

### Tisztességes élet és meggazdagodás
A magyar Aranyélettől, a lengyel Elvakít a fényig és számos más cseh, román, magyar és lengyel példán keresztül láthatjuk, hogy ezek a sorozatok a maguk módján a kapitalizmus alapító történetét, azaz a vagyonszerzés és a társadalmi felemelkedés, a self-made man történetét mesélik el. Sokszor állnak az elbeszélések középpontjában korrupt és tekintélyelvű figurák. A kulcsfigurák, legyenek azok rendőrök, bűnelkövetők vagy akár ártatlanok, mindig úgy van kidolgozva, hogy könnyen azonosulhasson velük a néző. Jellemző, hogy ezek mindennapi szereplők, akik jelzik az ember sokszor rossz vagy reménytelen helyzetét a korrupt társadalmakban.
Ebben a kontextusban lesz különösen fontos a kérdés, hogy lehet-e tisztességesen vagyont szerezni, vagy egyáltalán megélni a rendszerváltás utáni vagy éppen a mostani Kelet-Európában.

#### Kapcsolódó audiovizuális tartalmak
- A határokon átívelő bűnügyi szervezetek és az alvilág közvetlen vagy közvetve minden kelet-európai krimiben megjelennek, ilyen az magyar Alvilág című sorozat. [2]
- Sokszor katalizátorként funkcionálnak a különböző társadalmi problémák, melyek éppen egy bűntelen és ártatlan személyre lesznek kihatással. A jogkövető magatartást követő mintapolgárok átfordulása a bűn tégláival kikövezett „sötét oldalra” nem ritka ezekben a történetekben. Erre kitűnő példa az RTL Magyarország első saját fejlesztésű heti sorozata, a Mellékhatás. [3]
- Jellemzően előkerülnek a „kiskapuk” melyek a meggazdagodás könnyebb módjait kínálják. Az Elvakít a fény című lengyel sorozat is ilyen kontextusban vezeti történetszálát. [4]
- A fentebb említett kiskapuk által teremtett helyzetekből kialakult konfliktus pedig megteremti a két ellentétes oldalt. Ilyen például A falka című lengyel bűnügyi sorozatban a határőrök és csempészek szembenállása. [5]

### Szocialista múlt
A kelet-európai bűnügyi tartalmakat szinte kivétel nélkül jellemzi, hogy mindegyikben megjelenik valamilyen formában a szocialista múlt. Ezt különbözőképpen reprezentálják a sorozatok: van ahol a cselekmény is erre épít, és tudatja velünk, hogy az adott elbeszélés valamilyen módon kapcsolódik a történelmi múlthoz, de vannak tartalmak, ahol ezt a néző csak a karakterek mentalitásán, vagy éppen az audiovizuális mű képi világán érzékelheti.
A kelet-európai krimi jellegzetességei kivétel nélkül a szocialista múltra vezethetők vissza. A korrupció, a tisztességes élet és a tisztességes meggazdagodás mind-mind olyan értékeket hordoznak magukban, amelyek szorosan kapcsolhatók vagy a történelmi múlthoz (a szocialista rendszer), vagy már a rendszerváltás utáni kapitalista világhoz (szabad piac, fogyasztói társadalom).

#### Kapcsolódó audiovizuális tartalmak
- A martfűi rém, a bűncselekmény hátterében megbúvó politikai ellentétekre fókuszál, rámutat az igazságszolgáltatás hiányosságaira. [6]
- A Paktum egy olyan nemzedéket jelenít meg, akik a kommunista Lengyelországban nőttek fel, és a saját bőrükön tapasztalják a rendszerváltással járó negatívumokat és pozitívumokat egyaránt. [7]
- A Netflix első lengyel sorozata, az 1983 egy olyan világot mutat be, ahol nem bukott meg a kommunista rezsim. [8]
- A Mocsár a 80-as évek elején játszódik egy kisvárosban, ahol holtan találnak egy prostituáltat és egy helyi kommunista aktivistát. [9]
- A cseh Eszmélet, a 80-as évek végén játszódik, az úgynevezett bársonyos forradalom előestéjén, amikor a Csehszlovák Kommunista Párt viszonylag békés keretek között átadta a hatalmat a civil szervezeteknek, véget vetve ezzel Moszkva 40 éves dominanciájának. A sorozat egy egyszerű nő körül bonyolódik, aki kívülállóként belekeveredik a titkosszolgálatok és a civilek küzdelmébe. [10]

### Korrupció
A korrupció is egy olyan jellemző amely számos kelet-európai bűnügyi sorozatban megjelenő tartalom. Olyan törvénybe ütköző cselekedetekről beszélhetünk, amelyek során valakik bizonyos juttatásokért előnyhöz juttat másokat. A 90-es években kialakuló kelet-európai kapitalizmus melegágya a korrupciónak, a sorozatok számos példáját adják a gazdasági-politikai összefonódásoknak.

#### Kapcsolódó audiovizuális tartalmak
- A cseh Mammon [11] és a lengyel Paktum, történetben egy oknyomozó újságíró dolgozik egy fontos ügyön amely az egyik állami nagyvállalat privatizációja körüli korrupciót, a hatalommal és a rendőrséggel való összefonódást vizsgálja. Személyes drámája, hogy az ügyben a testvére is érintett.
- A cseh Pusztaság című sorozatban a falu polgármestere felemeli a hangját a bányászati konszernnel szemben, akik nagy kompenzációt szeretnének fizetni az ott élő lakosoknak, hogy elhagyják az otthonaikat. Ezt követően eltűnik a polgármester gyermeke, és a nyomozás egyre gyanúsabbá teszi a polgármestert is a falusiak szemében. [12]